# FSV Hessen Wetzlar
Der FSV Hessen Wetzlar (vollständiger Name: Fußballsportverein Hessen Wetzlar e. V.) ist ein Frauenfußballverein aus Wetzlar. Die erste Mannschaft spielte von 2015 bis 2019 in der 2. Bundesliga.

## Geschichte

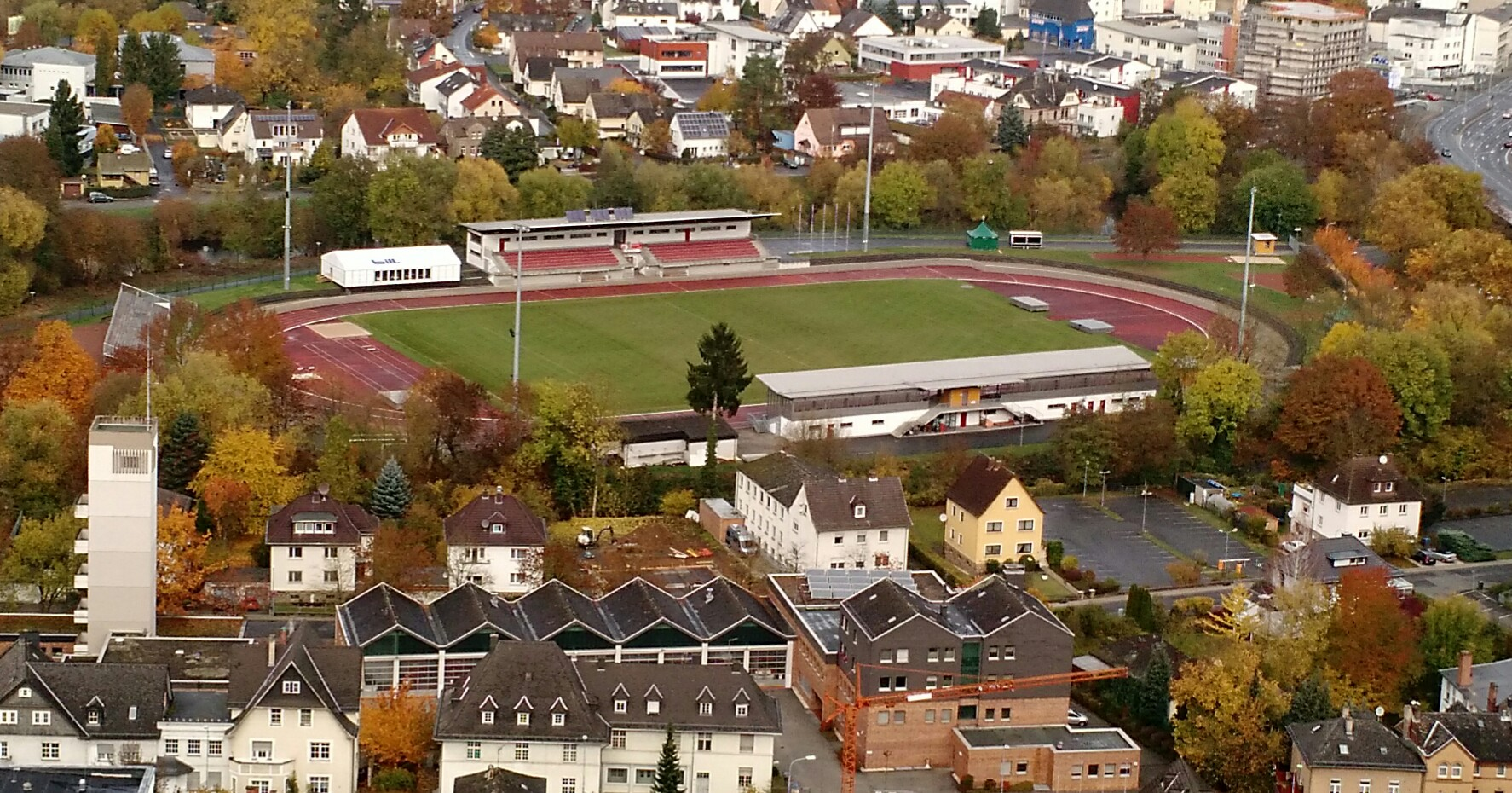
Enwag-Stadion Wetzlar, die Heimspielstätte des FSV

2010 gründete Eintracht Wetzlar eine Frauenfußball-Abteilung durch die Übernahme des FFC Braunfels. Die erste Mannschaft gewann 2011 die Meisterschaft in der Hessenliga und stieg damit in die Regionalliga Süd auf. In der ersten Regionalliga-Saison 2011/12 konnte sich die Mannschaft direkt im oberen Mittelfeld der Tabelle etablieren, dem Aufsteiger gelang ein guter fünfter Platz. 2012/13 konnte sich das Team als Vierter einen weiteren Schritt nach oben arbeiten. In der Saison 2013/14 spielte die Mannschaft von Trainer Volker Münn erstmals um den Aufstieg mit und letztlich stand ein dritter Platz zu buche.
2014 wurden finanzielle Probleme bekannt. Zum Jahreswechsel spitzte sich die Lage so zu, dass die Frauenabteilungen beschlossen, sich aus dem Gesamtverein auszugliedern. Ein Wechsel unter das Dach von Rot-Weiß Wetzlar oder die Gründung eines eigenen Vereins standen zur Debatte. Letztlich entschied man sich für die Gründung des neuen Vereins FSV Hessen Wetzlar. Der Wechsel sämtlicher Frauenfußball-Abteilungen in diesen neuen Verein wurde zum 30. Juni 2015 vollzogen.
Am 26. April 2015 konnte die erste Frauenmannschaft die Regionalliga-Meisterschaft feiern und stieg als dominierendes Team der Spielzeit 2014/15 bereits am viertletzten Spieltag in die 2. Bundesliga auf. Das erste Pflichtspiel der Mannschaft fand am 23. August 2015 im DFB-Pokal der Frauen gegen den SV 67 Weinberg statt. Dieses Spiel wurde mit 3:0 gewonnen. Die drei Tore erzielte Rebecca Konhäuser, die sich somit als erste Torschützin in die Geschichtsbücher des FSV Hessen Wetzlar eintragen konnte. Nach der Auslosung zur 2. DFB-Pokal-Runde stand fest, dass der FSV ein Heimspiel gegen den Bundesligisten Bayer Leverkusen bestreiten wird. Diese Partie fand am Wochenende 26./27. September 2015 statt. 
Zur ersten Partie in der 2. Bundesliga Süd ging es für Wetzlar zum ETSV Würzburg und endete 0:0. Der erste Sieg wurde am zweiten Spieltag beim 5:1 gegen den TSV Crailsheim eingefahren. Am Saisonende wurde die Mannschaft Neunter mit sechs Punkten Vorsprung auf den SV 67 Weinberg. In der Zweitligasaison 2016/17 spielte die Mannschaft bis zum Schluss um den Aufstieg in die 1. Bundesliga mit. Sie erreichte schließlich den dritten Tabellenplatz, womit der Aufstieg nur um einen Punkt hinter dem 1. FC Köln verpasst wurde.
Am 19. Mai 2019 war das Kapitel 2. Bundesliga für den FSV Hessen Wetzlar beendet. Zwar wurde das letzte Heimspiel gegen den BV Cloppenburg mit 3:1 gewonnen, doch die Cloppenburgerinnen wiesen bei gleicher Punktzahl die bessere Tordifferenz auf. So musste der FSV Hessen den Gang in die Regionalliga antreten.

## Weitere Mannschaften
Die zweite Mannschaft spielt in der Hessenliga und die dritte Mannschaft in der Verbandsliga Gruppe Nord. Im Nachwuchsbereich hat der Verein zahlreiche Mädchenmannschaften im Spielbetrieb. Die B-Juniorinnen schafften in den Jahren 2015 und 2017 den Aufstieg in die B-Juniorinnen-Bundesliga. 2017 stieg die zweite Mannschaft von der Regionalliga in die Hessenliga ab, nachdem sie in der Saison zuvor erst aufgestiegen waren.